# زولینگن
زولینگن (به آلمانی: Solingen) شهریست در ایالت نوردراین-وستفالن در کشور آلمان.